# Антонівсько-Білоцерківський нафтогазоносний район
Антонівсько-Білоцерківський нафтогазоносний район — належить до Східного нафтогазоносного регіону України
Включає:
- Кибинцівське нафтове родовище
- Сагайдацьке нафтогазове родовище